# Naomi Bronstein
Pour les articles homonymes, voir Bronstein.
Naomi Bronstein, née en 1946 à Outremont (Québec, Canada) et morte le 23 décembre 2010 au Guatemala, est une philanthrope canadienne.

## Biographie
À l'âge de 24 ans, en 1969, elle part pour le Viêt Nam en proie à la guerre. Elle y fonde Families for Children, une institution organisant l'adoption d'orphelins vietnamiens par des nord-américains. En 1972, elle ouvre un orphelinat nommé Canada House à Phnom Penh, au Cambodge. Le refuge accueillera des enfants survivants issus de villages bombardés par les troupes américaines près de la frontière vietnamienne. Au mois d'avril 1975, à la fin de la guerre du Vietnam, les occidentaux sont forcés de quitter le Cambodge. Face à l'instabilité du pays et l'incertitude de l'avenir, elle décide de faire évacuer 65 orphelins à bord d'un vol de l'Aviation Royale Canadienne pour qu'ils soient adoptés au Canada, les sauvant d'une mort certaine face au régime Khmer rouge qui sera instauré dans les jours suivants.
Elle déploie par la suite ses efforts entre le Cambodge et le Guatemala, où elle reconvertit de vieux autobus scolaires en cliniques médicales mobiles. En 1983, elle contribue à fonder, à Ottawa, Heal The Children Canada, un organisme qui permettait à des enfants de pays du tiers-monde d'être opérés au Canada.
Elle avait 12 enfants, dont 7 adoptés. Elle est membre de l'Ordre du Canada depuis 1983, et titulaire de la Médaille de la Confédération depuis 1992.